# Trajan Lalesco
Trajan Lalesco, connu en dehors de France sous Traian Lalescu, né le 12 juillet 1882 à Bucarest et mort le 15 juin 1929 dans la même ville, est un mathématicien, académicien et professeur d'université roumain. Il est le premier recteur de l'université Politehnica Timișoara. Il est renommé principalement pour ses travaux sur les équations intégrales. 

## Biographie
Il commence ses études secondaires au Collège Nationale Carol I de Craiova, les continue dans un lycée à Roman et obtient son diplôme du Collège National Costache Negruzzi de Iași. Il commence ses études supérieures à l'université Alexandru Ioan Cuza de Iași mais complète sa licence à l'université de Bucarest en 1903.
Il poursuit, en 1905, ses études à l'université de Paris, où il obtient son doctorat en 1908 avec la thèse Sur les équations de Volterra sous la direction d'Émile Picard. Toujours à Paris, il obtient son diplôme d'ingénieur à Supélec (Promo 1918).
En 1911, il publie le premier livre à propos des équations intégrales : Introduction à la théorie des équations intégrales.
Il sera professeur à l'université de Bucarest, à l'université Politehnica Timișoara et à l'université polytechnique de Bucarest. 
Il devient, en 1990, membre post-mortem de l'Académie roumaine.